# Antoine Duvivier
Antoine Duvivier (1986) es un deportista belga que compitió en duatlón. Ganó una medalla de plata en el Campeonato Mundial de Duatlón de 2012.

## Palmarés internacional
| Campeonato Mundial | Campeonato Mundial | Campeonato Mundial | Campeonato Mundial |
| Año                | Lugar              | Medalla            | Prueba             |
| ------------------ | ------------------ | ------------------ | ------------------ |
| 2012               | Nancy ( Francia)   | Medalla de plata   | Individual         |